# Rafael D'Agostino
Rafael "Coco" D'Agostino (Buenos Aires, Argentina; 1928- Idem; 15 de noviembre de 1972) fue un periodista de espectáculos, pianista, letrista y compositor argentino. Su tío era el director de orquesta Ángel D'Agostino

## Carrera
Sobrino del célebre director de orquesta Ángel D'Agostino, incursionó al igual que su tío en el género tanguero, pero como compositor. Compuso los tangos Pasión milonguera y Vida bohemia, esta última junto a Ricardo García. Como músico intervino en el tango Paica alegre, Vida bohemia, Mis flores negras (bajo el sello RCA Víctor), el tango-milonga Noches de Cabaret, Mi cobacha  y El plesiosauro con letra de  Amílcar Morbidelli.
Además se desempeñó por largo tiempo en la redacción y como columnista de chimentos en el Diario La Razón, la Editorial Anahi y Radio Colonia.También formó una sociedad y contratóa todos los integrantes del "staff" de Radiolandia en Televisión  para ubicarlos en ese canal, en condiciones muy ventajosa. Junto con Lucho Avilés, Luis Pedro Toni, el gordo Formento, Francisco Loiácono, Raúl Alvarez y Leo Vanés fue uno de los periodistas de chimentos más populares en la década de 1960. Según supo decir en una entrevista 

""Si alguien se ofende por los calificativos con que bautizamos a los artistas, no tiene razón; son absolutamente ciertos".

## Tragedia y fallecimiento
En la madrugada del viernes 10 de noviembre de 1972 Lucho Avilés, Luis Pedro Toni y Coco D’ Agostino, regresaban a la capital de un asado ofrecido en San Isidro por un grupo de amigos. La lluvia torrencial había obligado a una detención para subsanar un desperfecto en el limpia parabrisas. Después de acercar con su automóvil a un conocido, Lucho enfiló por la Avenida del Libertador. Conversaban. Lo último que Luis Pedro Toni recuerda de los acontecimientos previos a la colisión fue un pequeño automóvil rojo que circulaba por la rápida arteria sin darles paso. Calcula que el accidente ocurrió varios minutos después. Según dijo Toni: 

"Solo recuerdo que alguien se aproximó a la ventanilla y me preguntó a quién quería que avisase. Le di mi número telefónico, pidiéndole que alertara a mi esposa. Después un bombero me sacó del coche destrozado. No sentía nada, ni angustia, ni temor, nada. Cuando me sacaban tomé conciencia de que mi pierna estaba malherida y descubrí las fracturas de mi brazo. En un camión me trasladaron al hospital. Fue cuando escuché los desgarradores gritos de Coco:  sufría horriblemente por las tremendas fracturas expuestas de sus piernas.

El choque se produjo de frente y de punta contra un automóvil que marchaba en sentido opuesto. Tal vez el agua impidió la visibilidad de Lucho, quizás algunos de los coches tenía desequilibrada la dirección…lo cierto es que todo el peso del encontronazo fue recibido por Lucho y Coco, quien viajaba detrás de aquél.  La persona que los auxilió en un primer momento también se ocupó de alertar a los bomberos y al hospital. El viajaba en una camioneta que los seguía y que debió maniobrar forzadamente para no atropellarnos por detrás. Venía a 80 kilómetros por hora. 
Por el accidente los tres periodistas sufrieron severas lesiones Toni fue el menos grave de los tres con fracturas en su brazo. Lucho sufrió fracturas de siete costillas, una peligrosa fractura de los dedos del pie que habían quedado totalmente desarticulados, una importante lesión en su rodilla y una grave herida desgarrante en el rostro que determinó la intervención del doctor Malbec, prodigio especialista en cirugía plástica.
Mientras tanto a  Coco lo internaron en Belgrano al tres mil cuatrocientos, en la habitación 225.  D’Agostino sufrió una tremenda fractura expuesta en su pierna derecha y numerosos traumatismos. Los fuertes dolores obligaron a sedarlo continuamente. Se informó en su momento que posiblemente debería permanecer en una silla ortopédica un largo tiempo, no menos de seis meses, condición inevitable para garantizar movilidad a su pierna maltrecha. Sin embargo, su situación de salud se complicó debido a las severas lesiones sufridas. Murió cinco días después del accidente, el 15 de noviembre de 1972. Divorciado hacía mucho tiempo le sobrevivió una hija.